# 四川轮环藤
四川轮环藤（学名：Cyclea sutchuenensis）为防己科轮环藤属下的一个种。

## 扩展阅读
- 維基物種上的相關：四川轮环藤